# Танвилле
Танвилле (фр. Thanvillé) — коммуна на северо-востоке Франции в регионе Гранд-Эст (бывший Эльзас — Шампань — Арденны — Лотарингия), департамент Нижний Рейн, округ Селеста-Эрстен, кантон Мюциг. До марта 2015 года коммуна административно входила в состав упразднённого кантона Вилле (округ Селеста-Эрстен).
Площадь коммуны — 1,91 км², население — 544 человека (2006) с тенденцией к росту: 609 человек (2013), плотность населения — 318,9 чел/км².

## Население
Население коммуны в 2011 году составляло 596 человек, в 2012 году — 604 человека, а в 2013-м — 609 человек.
| 1962 | 1968 | 1975 | 1982 | 1990 | 1999 | 2006 | 2008 | 2011 | 2012 | 2013 |
| ---- | ---- | ---- | ---- | ---- | ---- | ---- | ---- | ---- | ---- | ---- |
| 310  | 332  | 344  | 407  | 442  | 449  | 544  | 581  | 596  | 604  | 609  |

Динамика населения:

## Экономика
В 2010 году из 370 человек трудоспособного возраста (от 15 до 64 лет) 283 были экономически активными, 87 — неактивными (показатель активности 76,5 %, в 1999 году — 69,4 %). Из 283 активных трудоспособных жителей работали 268 человек (137 мужчин и 131 женщина), 15 числились безработными (6 мужчин и 9 женщин). Среди 87 трудоспособных неактивных граждан 23 были учениками либо студентами, 47 — пенсионерами, а ещё 17 — были неактивны в силу других причин.

## Достопримечательности (фотогалерея)

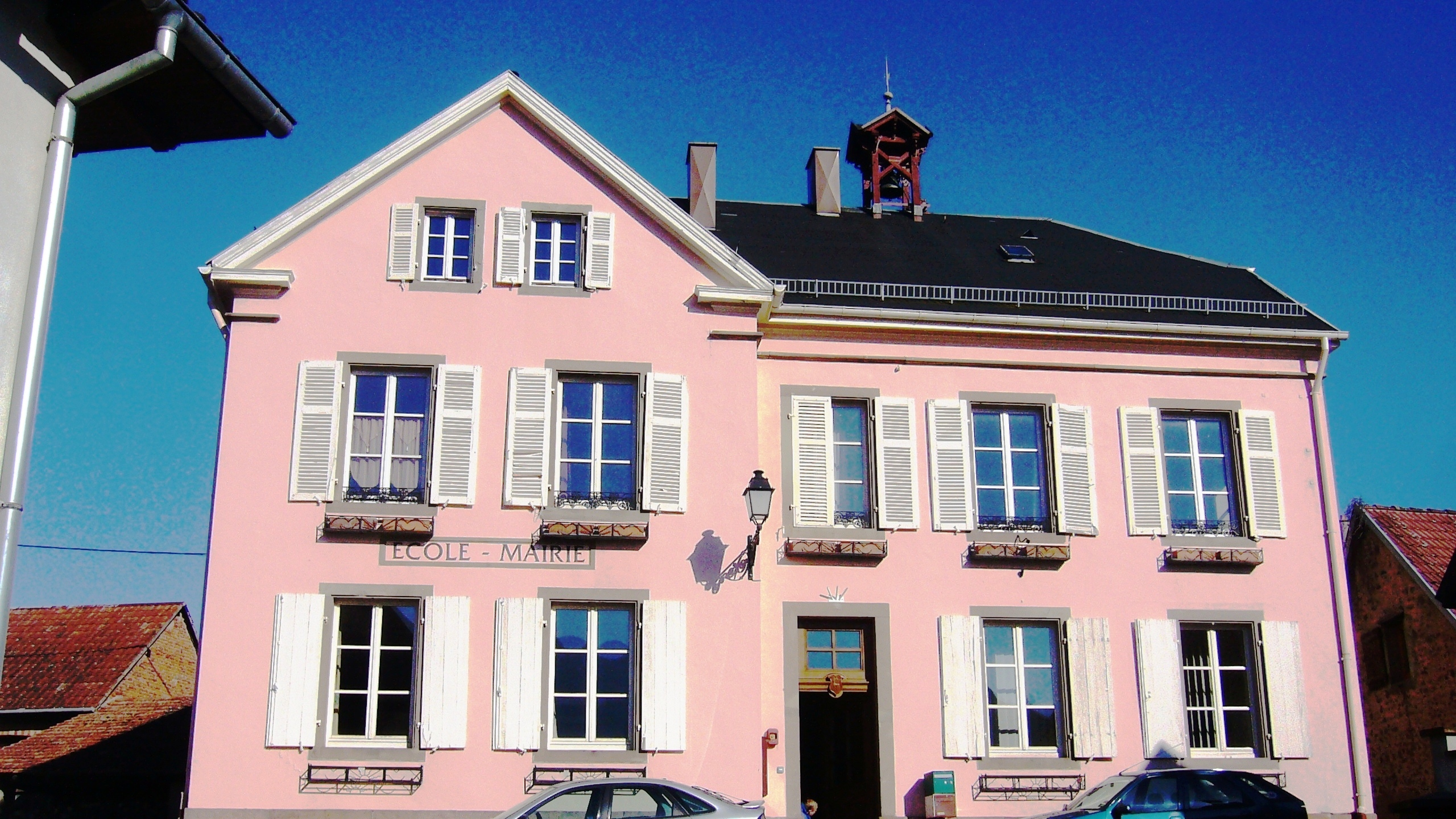
Здание мэрии-школы
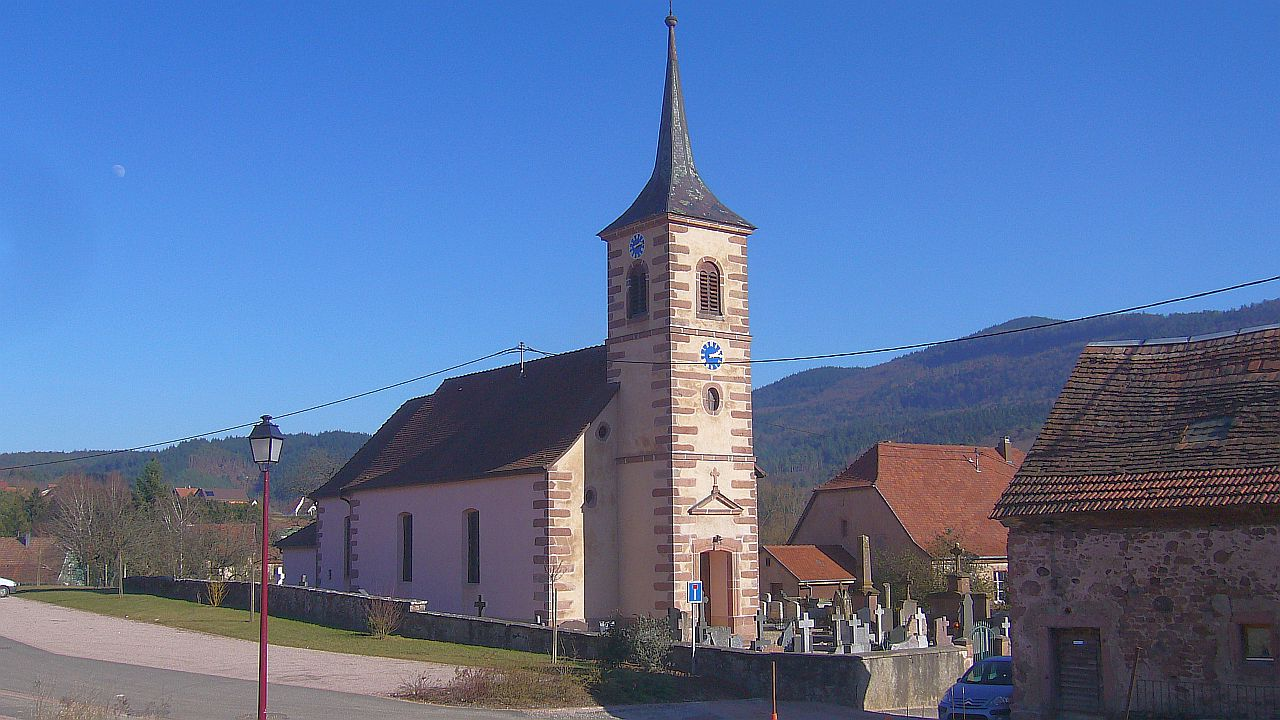
С северной стороны церкви Сен-Жак-де-Танвилле
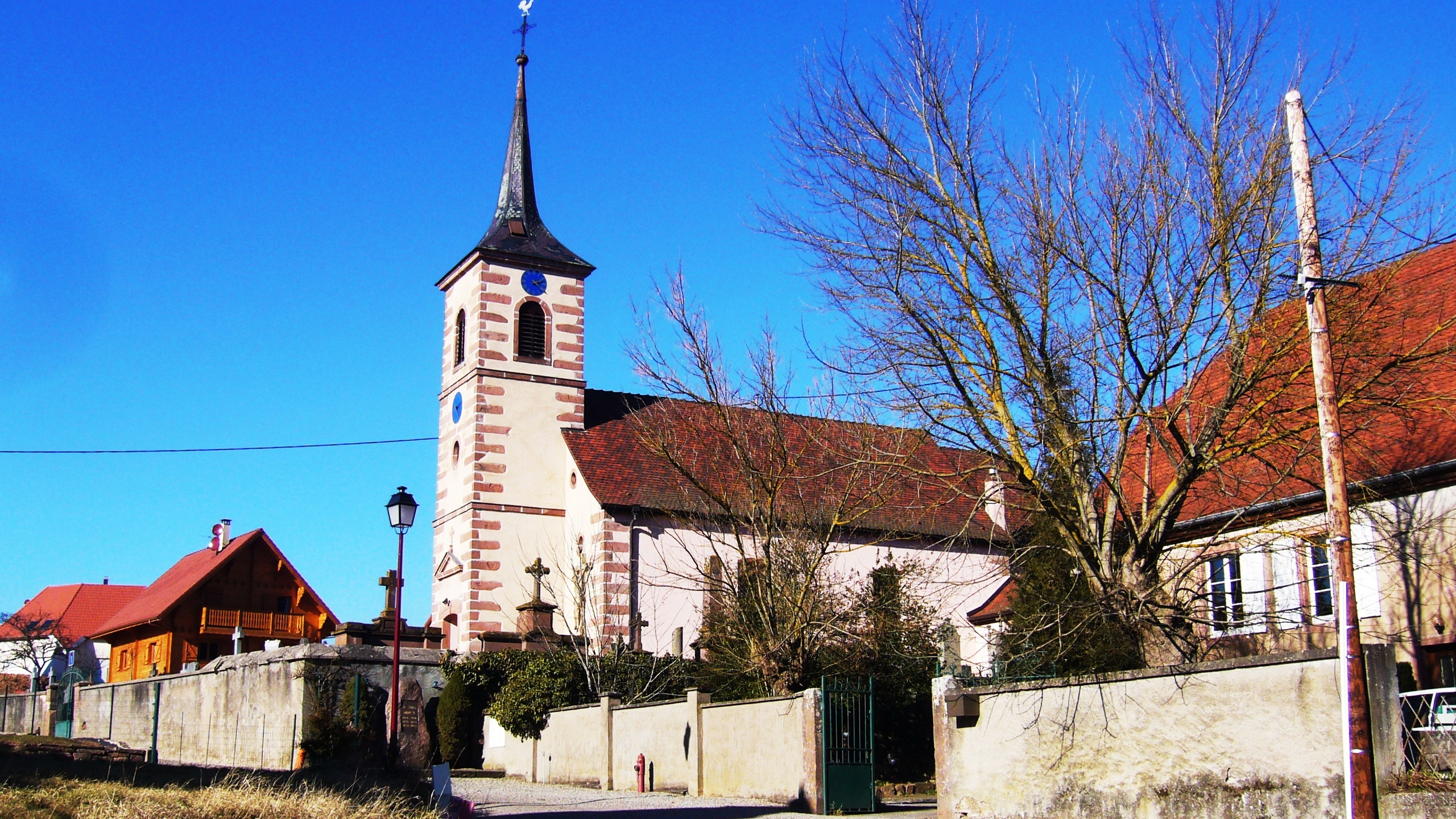
Южная сторона церкви Сен-Жак-де-Танвилле
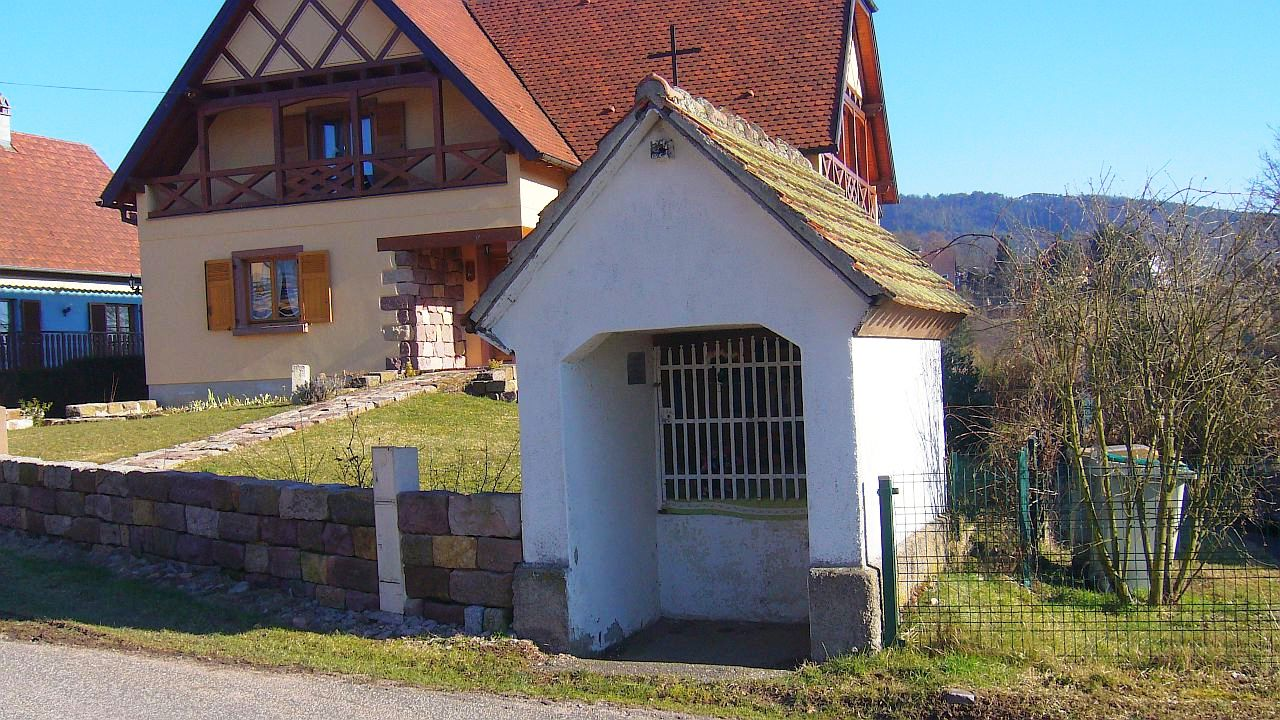
Часовня Нотр-Дам
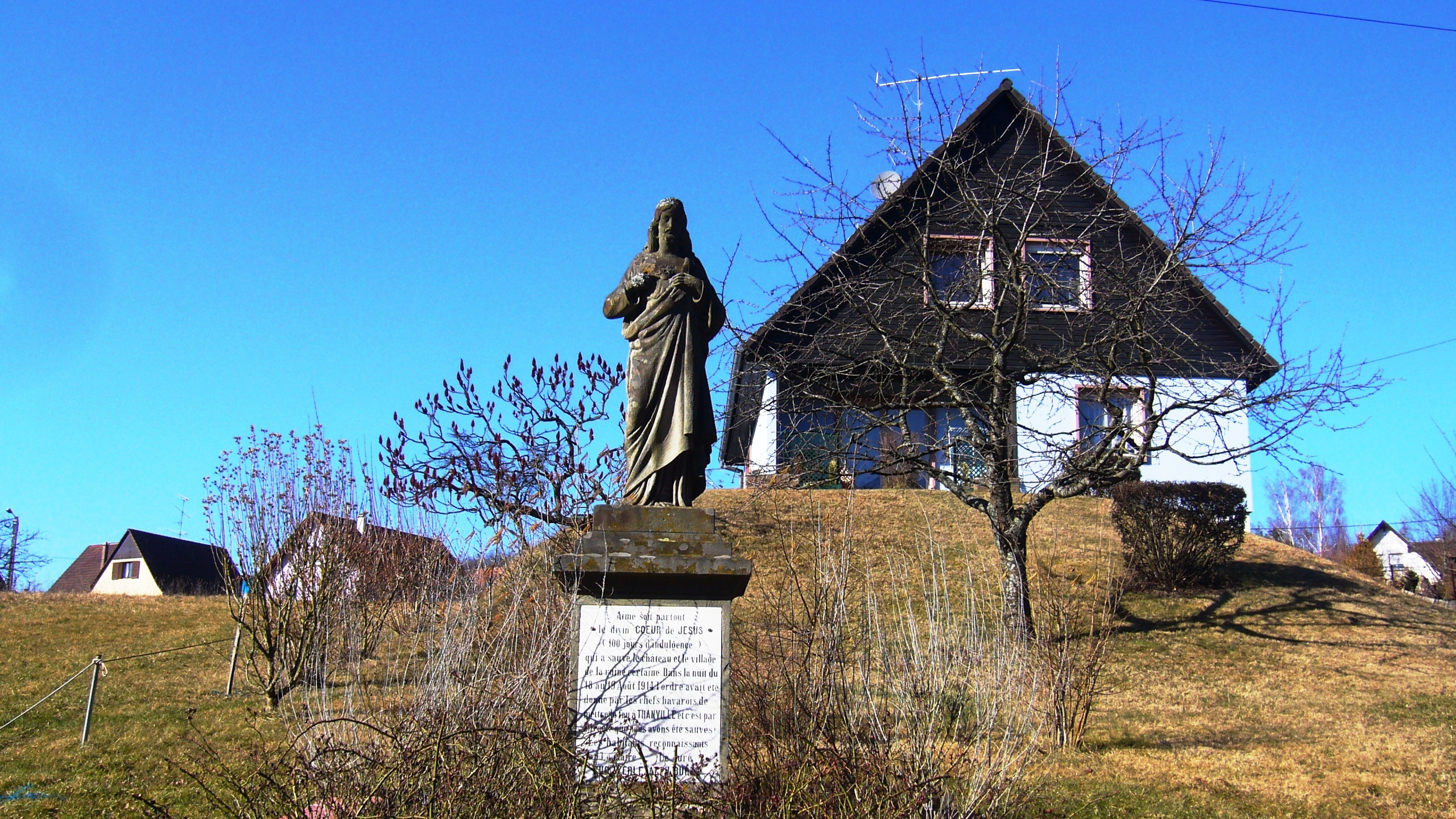
Статуя Сакре-Кер
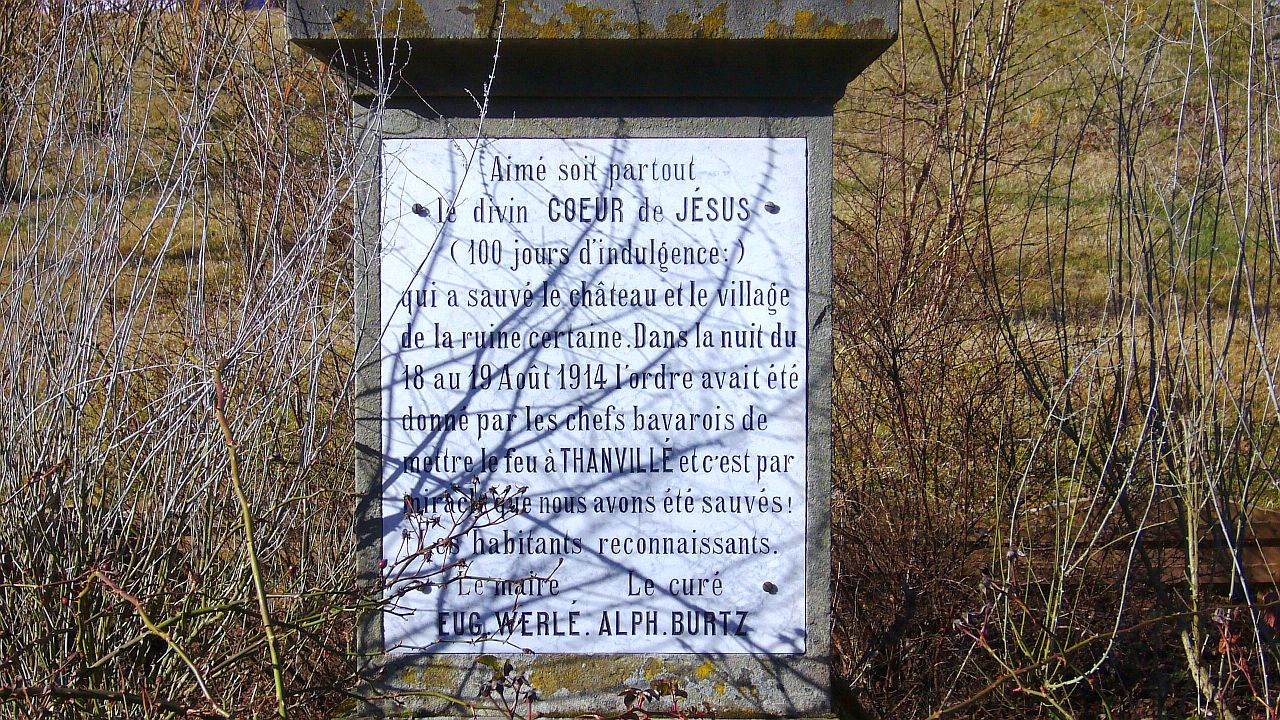
Эпитафия у подножия статуи
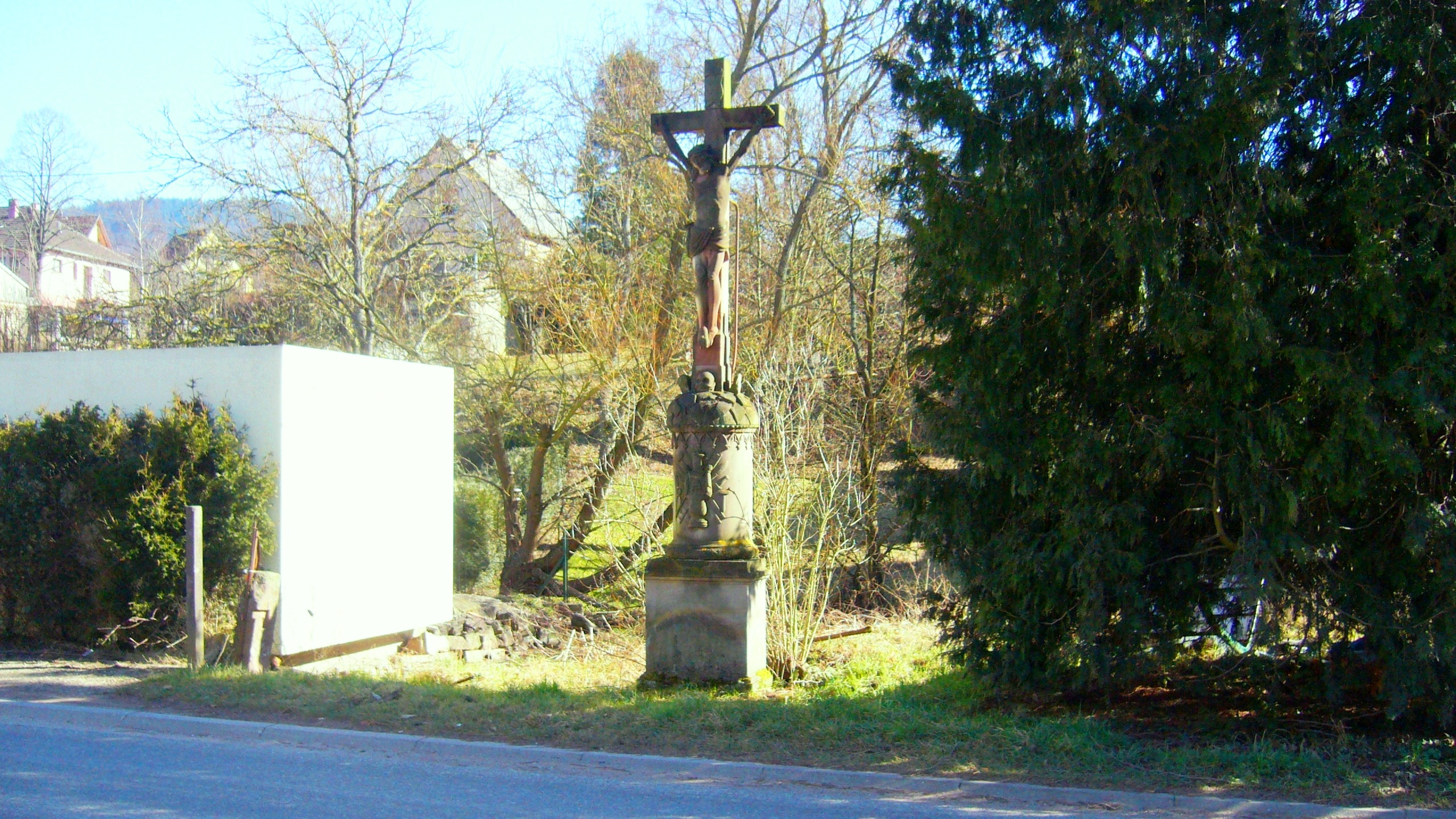
Распятие (Dontenville-Henrich)
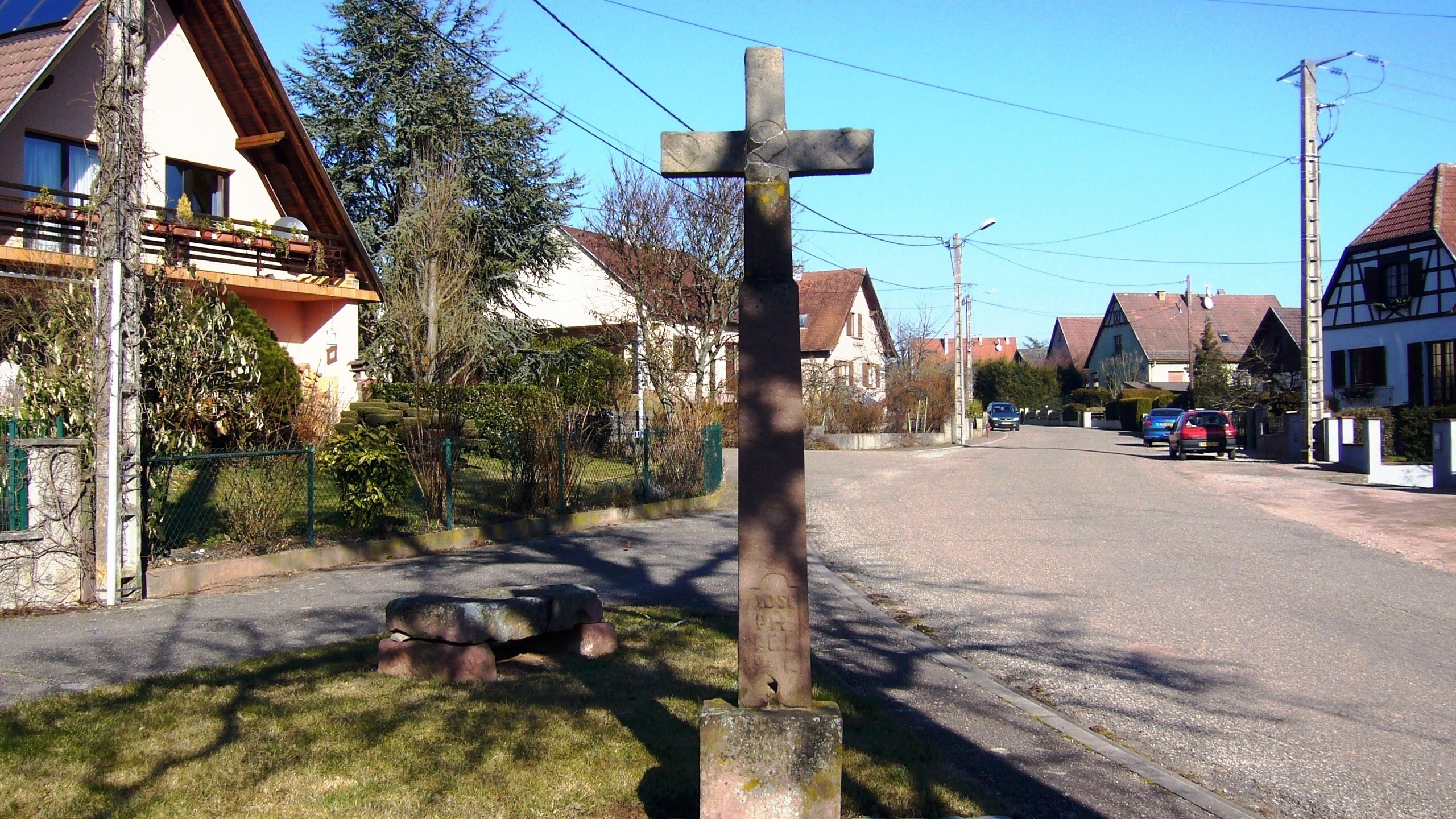
Распятие (Joseph Reibel)
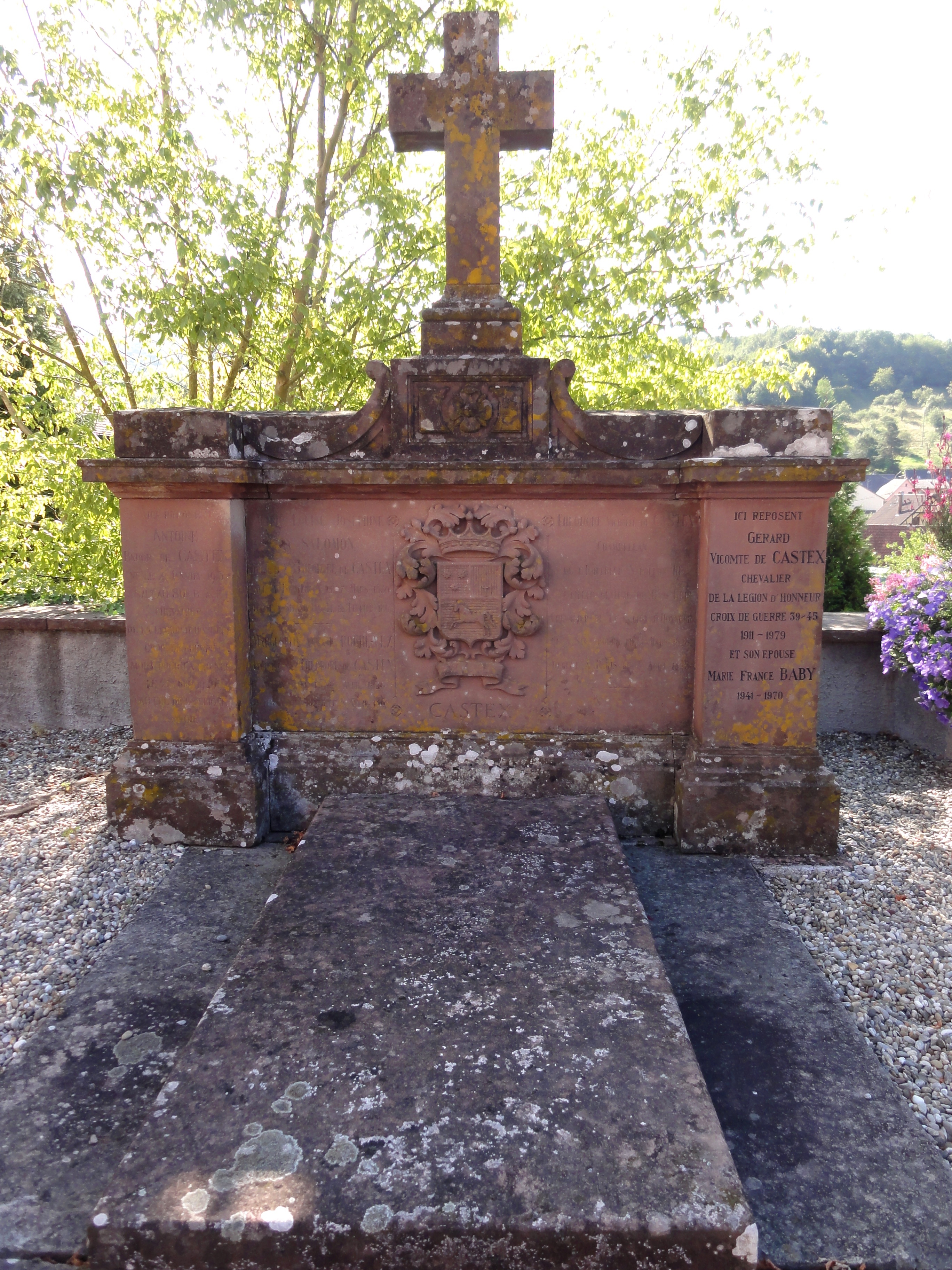
Мемориал семьи Castex
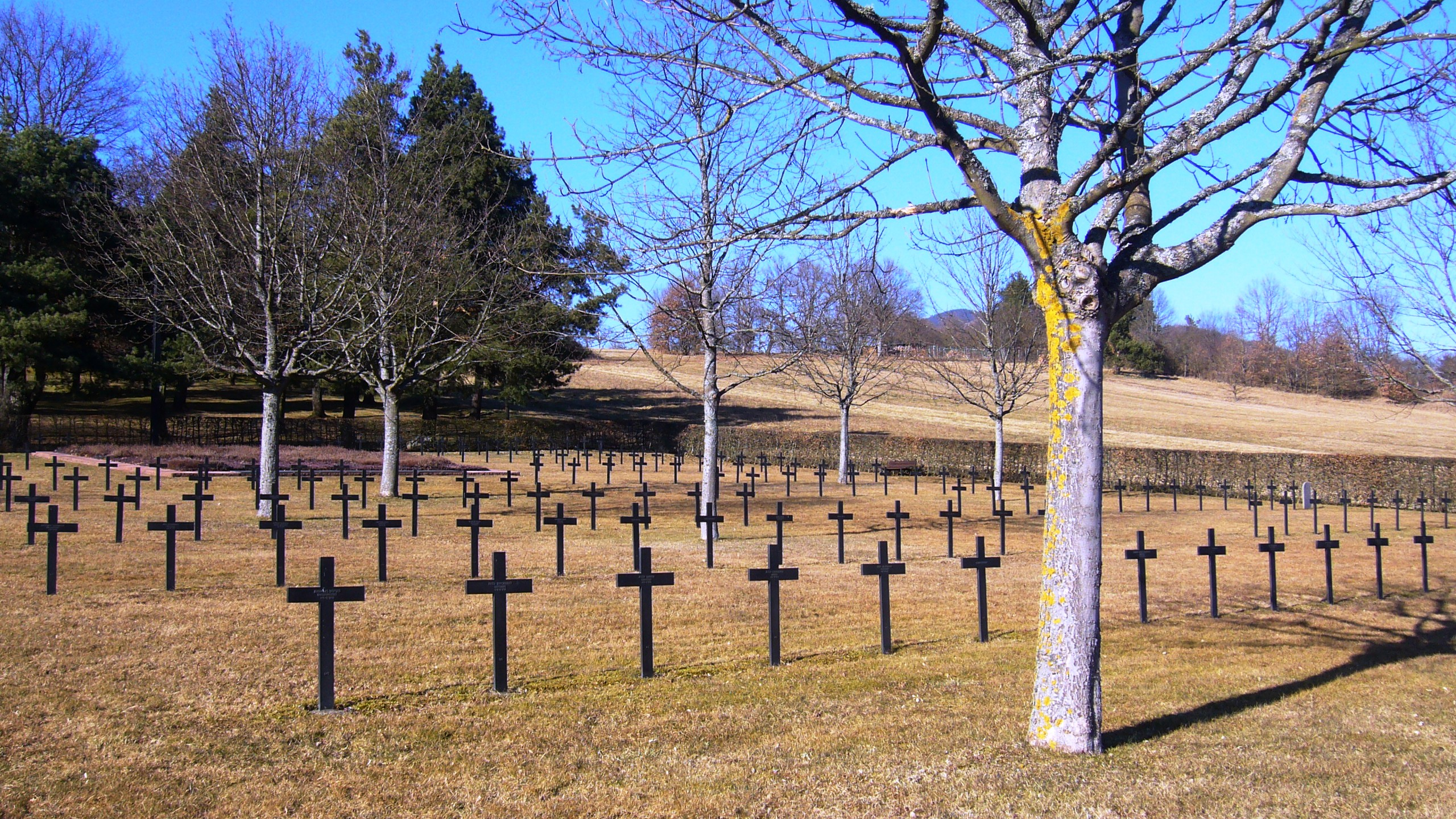
Немецкое военное кладбище
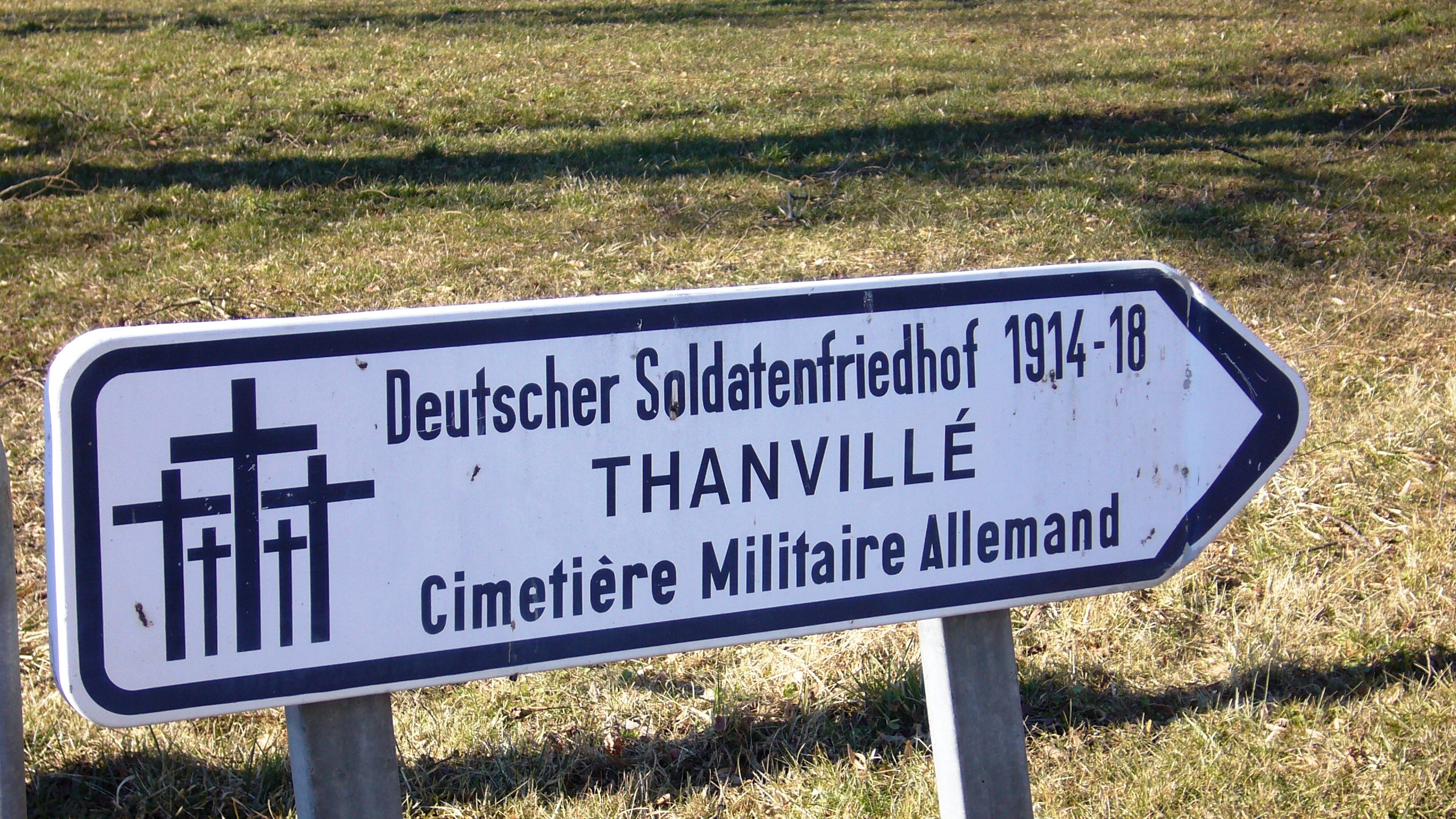
Указатель немецкого военного кладбища
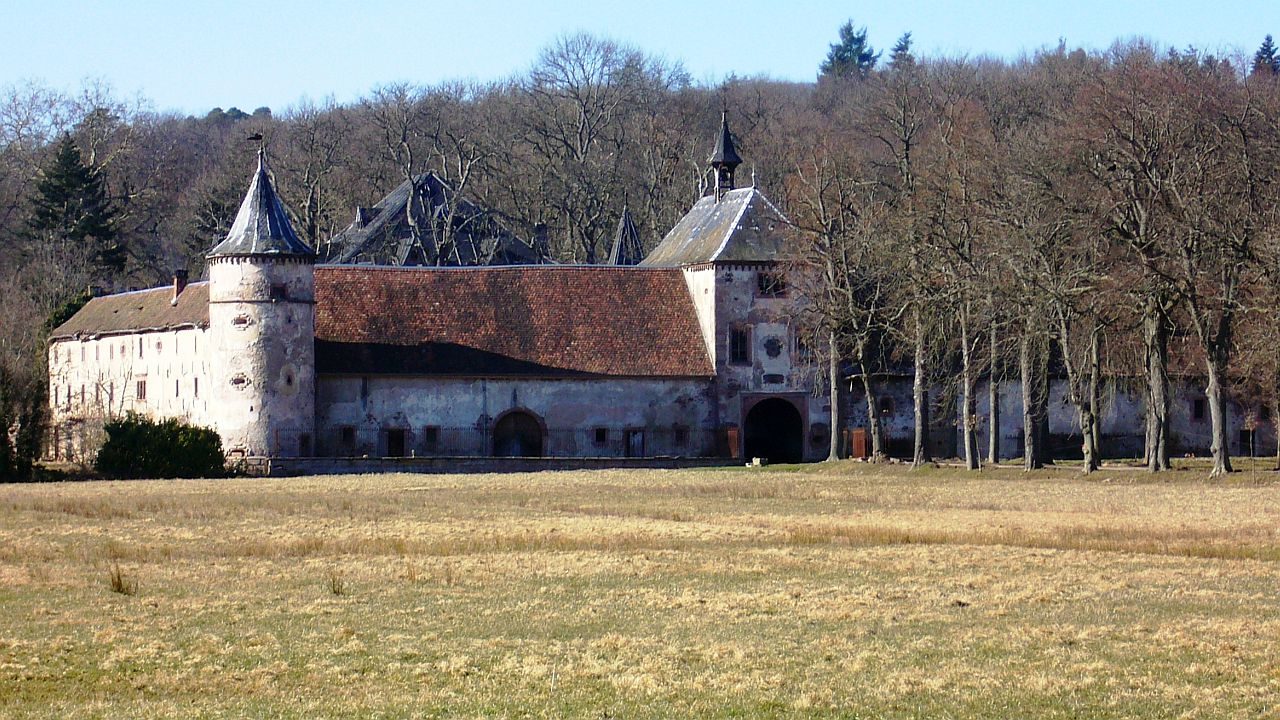
Шато
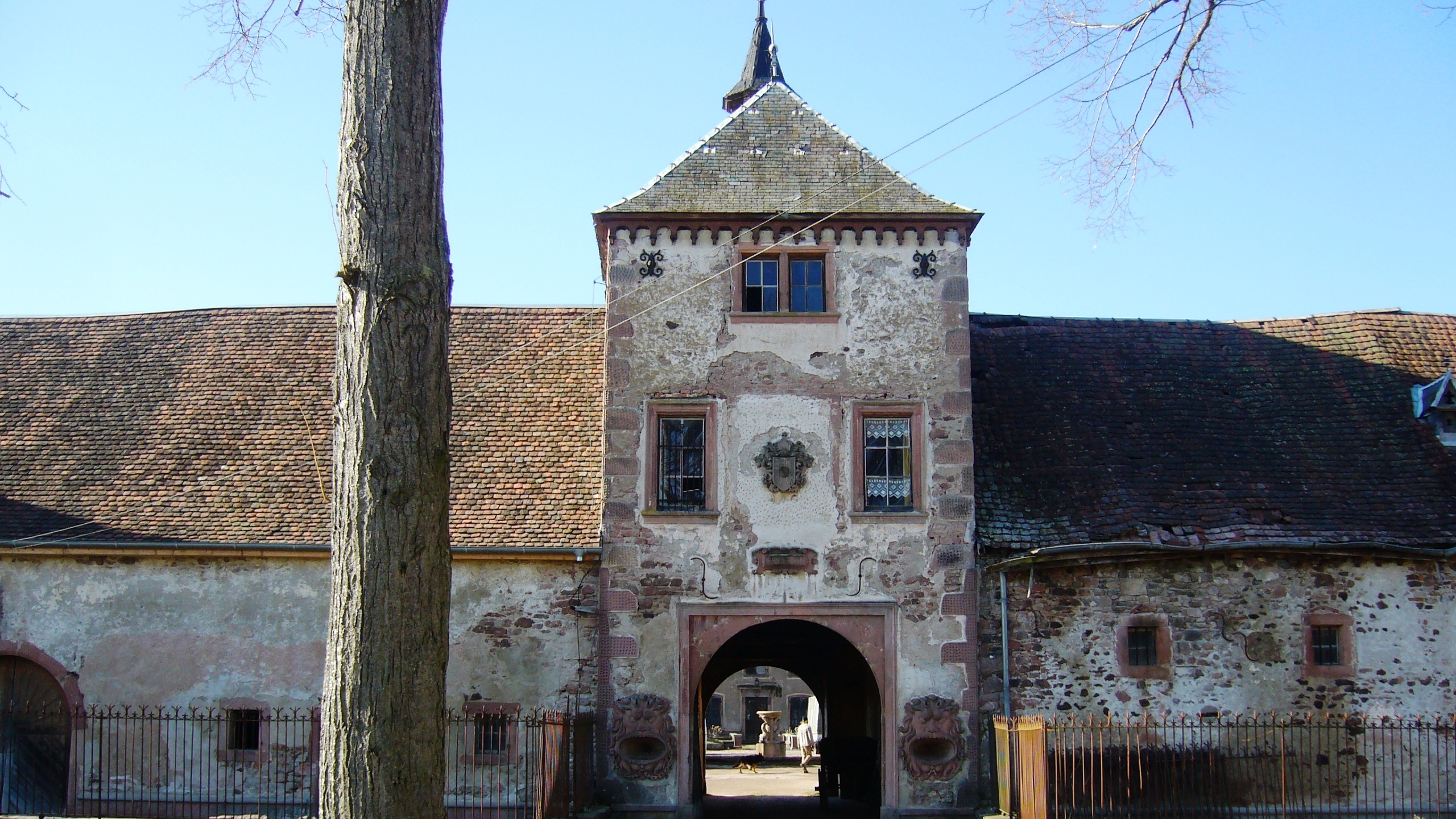
Шато, башня с воротами
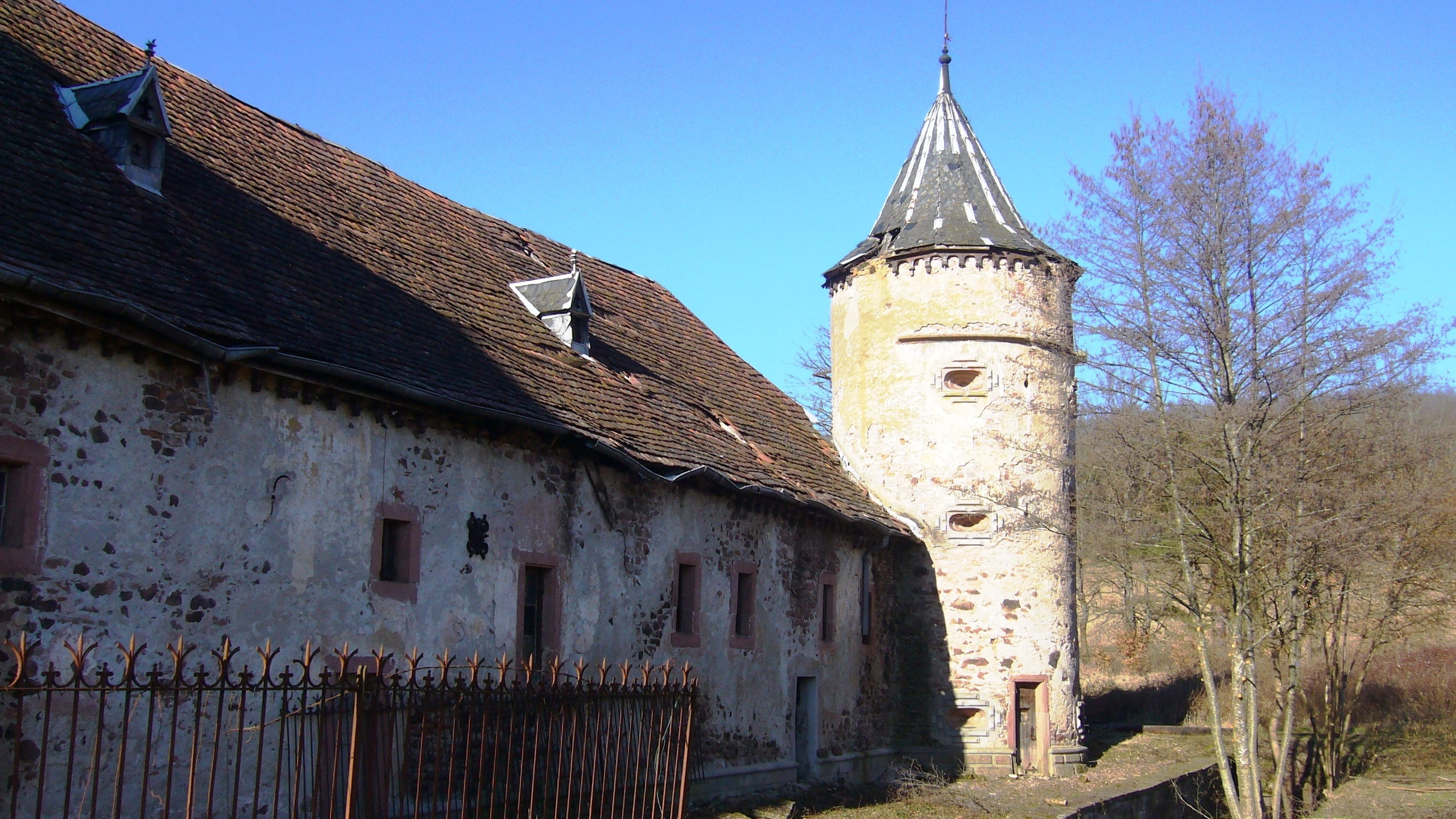
Шато, правое крыло
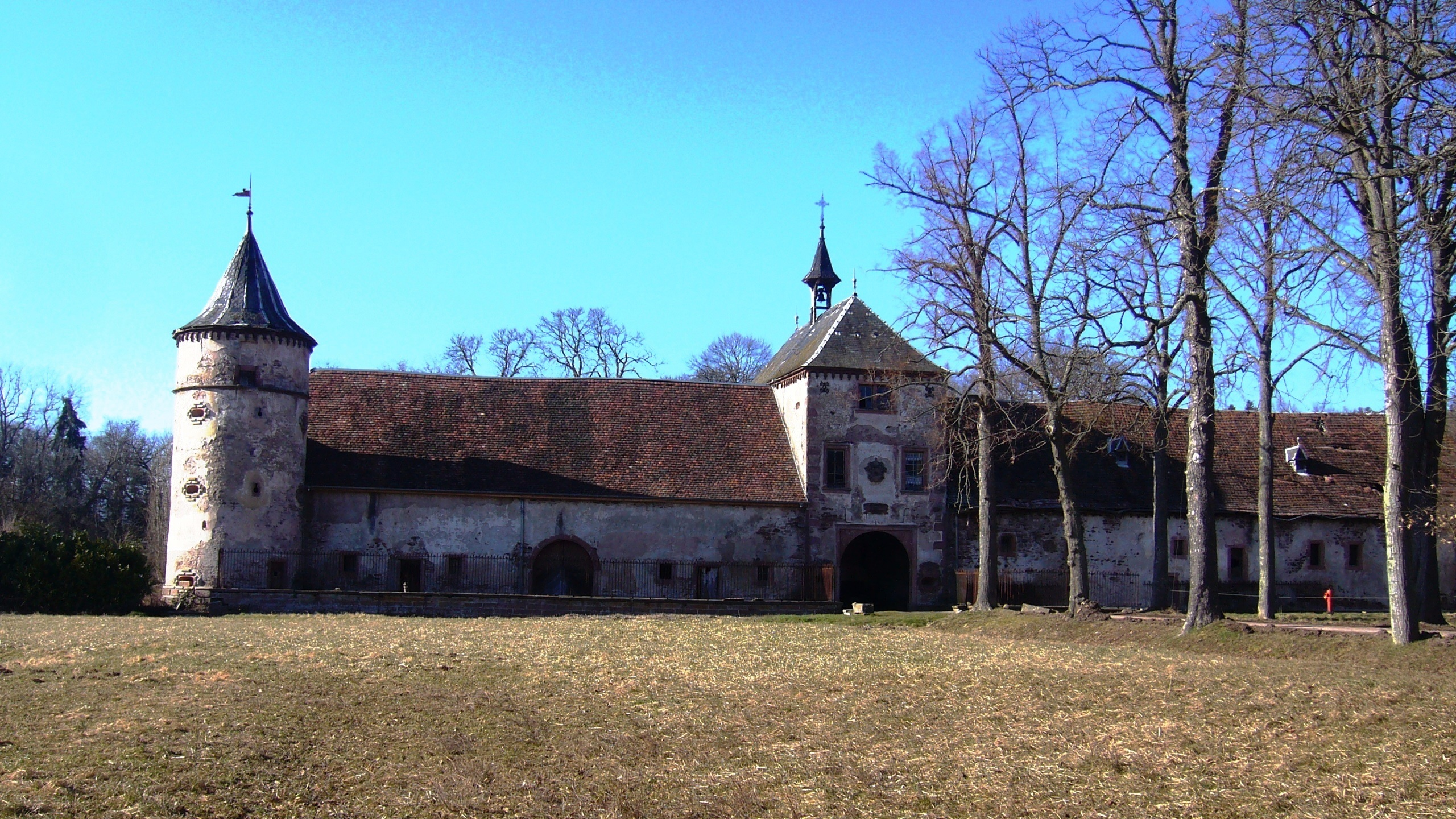
Шато, левое крыло
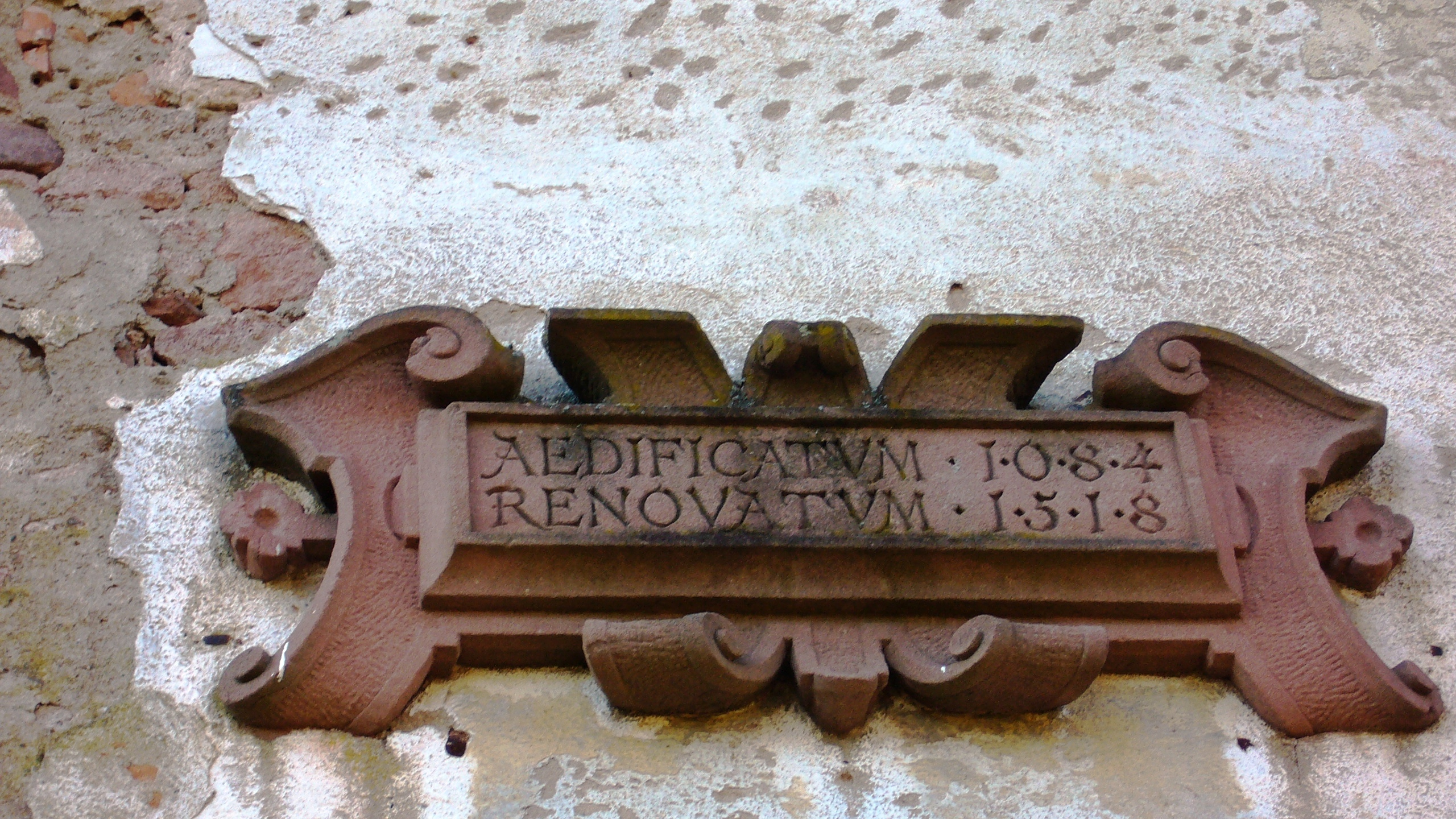
Шато, надпись над воротами на латыни: «Основан в 1084, восстановлен в 1518»
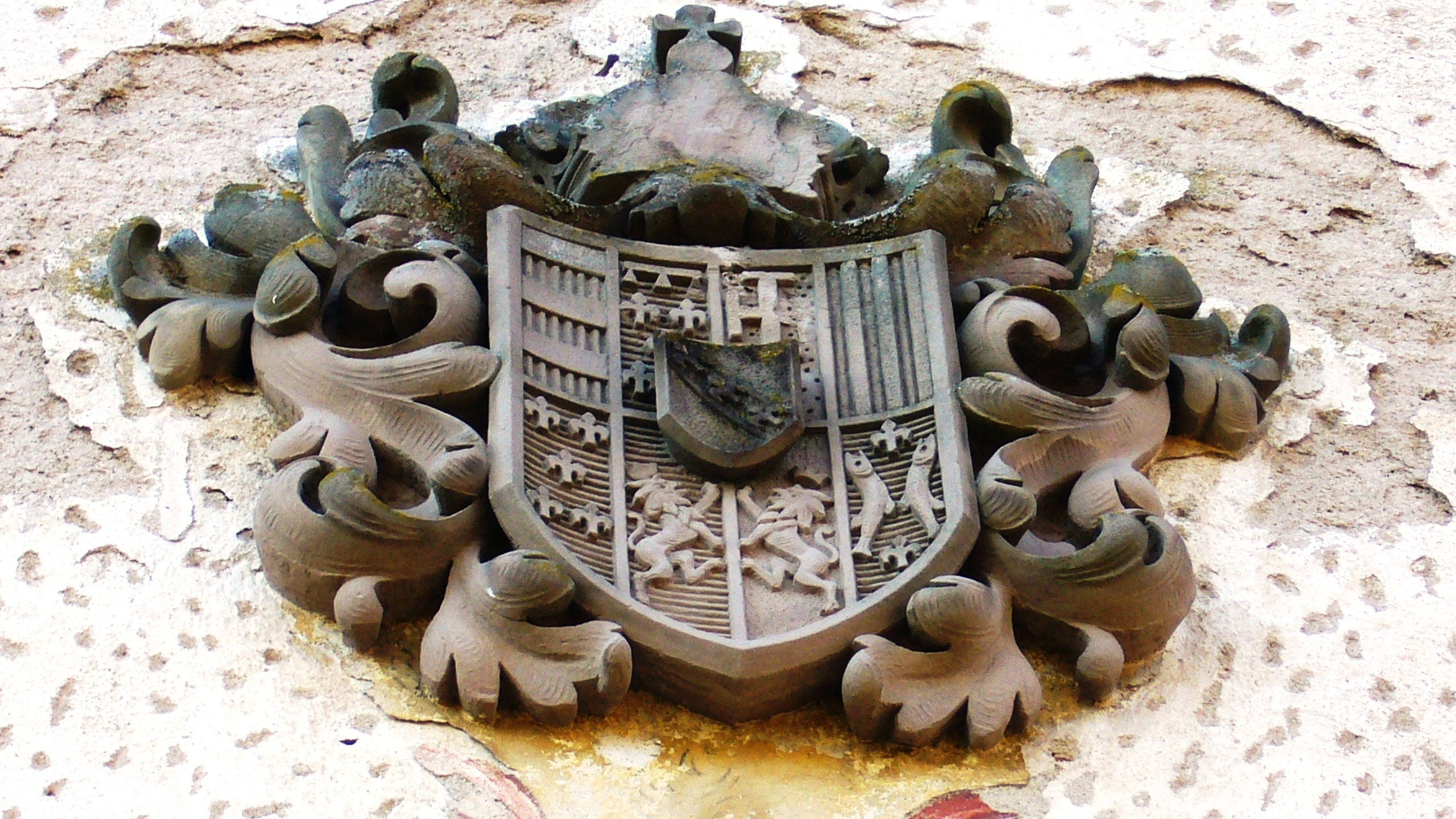
Шато, герб над воротами
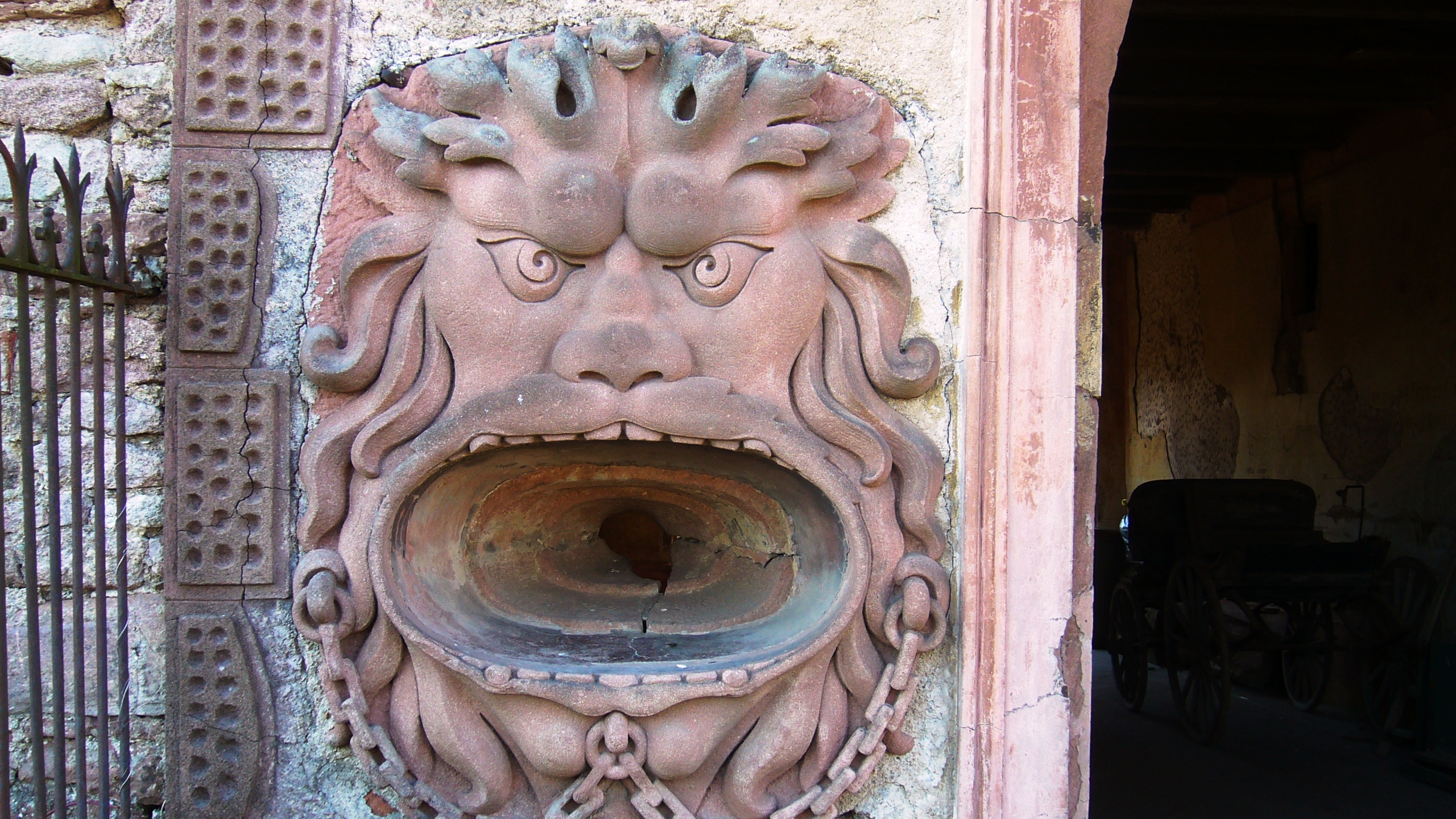
Шато, оформление водостока